# 平等古楼群
平等古楼群，位于中国广西壮族自治区龙胜各族自治县平等乡平等村，为一个省级文物保护单位，类型为古建筑及历史纪念建筑物，为第四批广西壮族自治区文物保护单位，公布时间为1994年7月8日。
平等古楼群的历史年代为清－民国。